# 東丸醬油
東丸醬油，全名:東丸醬油股份有限公司(ヒガシマル醤油株式会社)。是日本的食品生產商。總部設在兵庫縣龍野市龍野町富永100-3。

## 歷史
- 東丸醬油始創於日本天正年間，於1942年3月5日成立股份有限公司。